# Geranium stramineum
Geranium stramineum là một loài thực vật có hoa trong họ Mỏ hạc. Loài này được Triana & Planch. mô tả khoa học đầu tiên năm 1873.